# اسفنج پرینه
اسفنج پرینه (انگلیسی: Perineal sponge) یک بالشتک اسفنجی از بافت و رگ‌های خونی است که در ناحیه تحتانی اندام جنسی زنان یافت می‌شود. اسفنج پرینه بین دهانه واژن و راست‌روده قرار می‌گیرد و داخل میان‌دوراه واقع شده است.

## عملکرد
اسفنج پرینه از بافت نعوظی تشکیل شده‌است. در طول برانگیختگی جنسی، با فشار خون یک سوم بیرونی واژن همراه با پیازهای دهلیزی و اسفنج مجرای ادرار متورم می‌شود و در نتیجه واژن را سفت می‌کند و در صورت آمیزش، تحریک واژن و آلت تناسلی را افزایش می‌دهد.

## تحریک جنسی
اسفنج پرینه یک بافت تحریکی جنسی است که تعداد زیادی انتهای عصب محیطی را در بر می‌گیرد و بنابراین می‌تواند از طریق دیواره پشتی واژن یا دیواره بالای راست‌روده تحریک شود. با وارد کردن همزمان انگشت شست و اشارهٔ دست به درون واژن و راست‌روده و خودارضایی ناحیه با فشار دادن ملایم و چرخاندن آن بین نوک انگشتان، به‌طور مؤثر می‌توان این ناحیه را صورت دستی تحریک کرد. گاهی اوقات این ناحیه را PS-spot (نقطه اسفنجی پرینه) می‌نامند و تحریک آن می‌تواند منجر به ارگاسم شود.